# ديفيد ميلر (مهندس معماري)
ديفيد ميلر (بالإنجليزية: David Miller)‏ هو مهندس معماري أمريكي، ولد في 1944.